# Automeris divergens
Automeris divergens é uma espécie de mariposa do gênero Automeris, da família Saturniidae.